# سيلينوميثيونين
سيلينوميثيونين هو حمض أميني يوجد طبيعياً في بعض الأنواع النباتية؛ وهو مناظر للحمض الأميني ميثيونين، حيث تحل فيه ذرة سيلينيوم مكان ذرة كبريت.

## الوفرة الطبيعية
يوجد هذا المركب على شكل المصاوغ المرآتي L في الجوز البرازيلي ومحاصيل الحبوب وفول الصويا والبقل على سبيل المثال.

## التحضير
يمكن أن يصطنع هذا المركب وفق تفاعل الاصطناع التالي:

## الأثر الحيوي
وجد أن إضافة السيلينوميثيونين إلى علف الحيوانات بشكل غير مضبوط قد يؤدي إلى ازدياد نسبة السيلينيوم في الجسم، مما قد يسبب التسمم (المرض القلوي).